# Aaron Copland

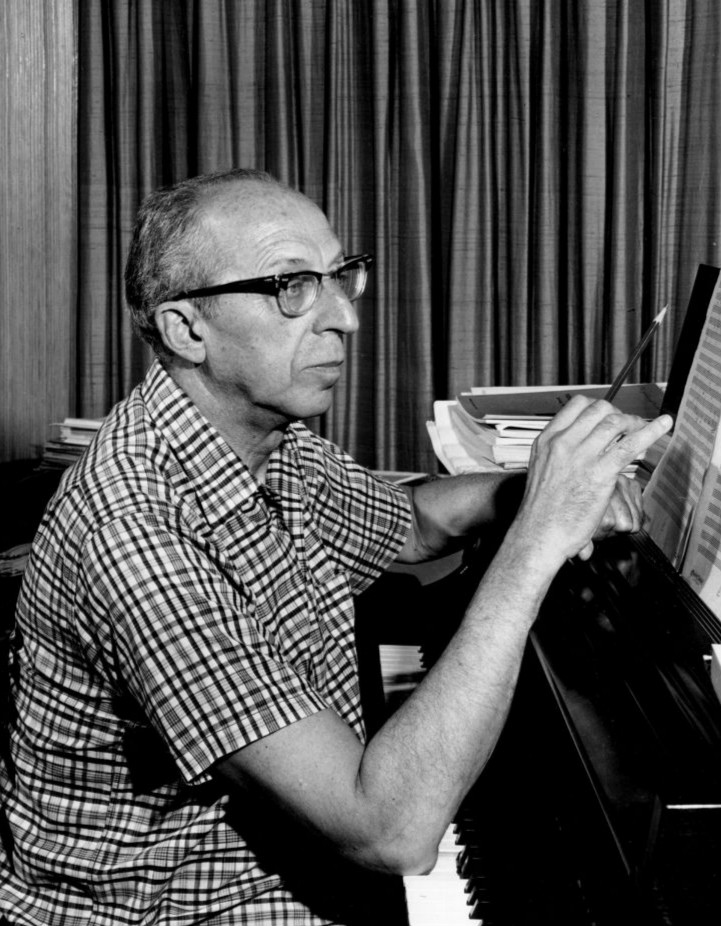
Aaron Copland em 1962

Aaron Copland (14 de novembro de 1900- 2 de dezembro de 1990) foi um compositor norte-americano. Compôs música para filmes e concertos, tendo sido também um talentoso pianista. Nasceu em Brooklyn, no estado de Nova York, e tornou-se particularmente conhecido por trabalhos que refletem vários aspectos da vida na América. Conhecido nos Estados Unidos como o Decano dos Compositores Americanos, recebeu o Prémio Pulitzer de Música em 1945.

## Biografia
Aaron Copland nasceu em Brooklyn, Nova Iorque, descendente de judeus lituanos. Era o último dos cinco filhos Harris Morris Copland, que emigrou da Rússia para os Estados Unidos, com uma passagem pela Escócia, onde decidiu anglicizar seu sobrenome, "Kaplan", transformando-o em "Copland".
Seu pai não tinha interesse na música, mas sua mãe, Sarah Mittenhal Copland, cantava, tocava piano e fazia arranjos de músicas para seus filhos. Seu irmão mais velho, Ralph, era o mais avançado musicalmente, sendo um violinista proficiente. Sua irmã Laurine, a mais ligada a Aaron, deu a ele as primeiras lições de piano, promovendo sua educação musical e apoiando-o em sua carreira. Ele teve aulas de música com Leopold Wolfsohn, entre 1913 e 1917. Copland fez sua primeira apresentação musical num recital da loja de departamentos Wanamaker (atual Macy's). Aos quinze anos de idade, depois de ver um concerto do compositor-pianista Ignacy Paderewski, Copland decidiu se tornar compositor. Teve suas primeiras lições formais de harmonia, teoria musical e composição com Rubin Goldmark, um notável professor e compositor de música que  deu a Copland uma sólida formação, na tradição alemã. Continuando sua educação musical, ele recebeu lições de piano com Victor Wittgenstein.

### Estudos em Paris
De 1917 até 1921, Copland compôs pequenas peças para piano. A paixão de Copland pela música europeia mais recente o inspirou a ir estudar em Paris. Seu pai queria que ele fosse para uma faculdade, mas sua mãe, em uma reunião de família, votou para que ele fosse para Paris. Quando chegou em Paris, estudou com  Isidor Philipp  e Paul Vidal no American Conservatory de Fontainebleau, mas, por achar Vidal muito parecido com Goldmark, trocou-o pela famosa professora Nadia Boulanger, com quem estudou por três anos.
A atmosfera cultural em Paris no começo da década de 1920 era compartilhada por vários  escritores americanos expatriados, como Paul Bowles, Ernest Hemingway, Sinclair Lewis, Gertrude Stein e Ezra Pound, além de artistas  como Pablo Picasso, Marc Chagall e Amedeo Modigliani. Copland também sofreu influência dos intelectuais franceses como Marcel Proust, Paul Valéry, Jean-Paul Sartre e André Gide. Além da França, Copland esteve na Áustria, Itália e Alemanha, para aprimorar sua educação musical. Durante sua estada em Paris, Copland começou a escrever críticas musicais.

### 1925 - 1950
Após retornar para os Estados Unidos, ele estava determinado a se tornar um compositor em tempo integral. Alugou um estúdio no Upper West Side, que iria se tornar o seu lar pelos trinta anos seguintes. Ficava perto do Carnegie Hall e de outras casas de espetáculos. Nessa época, sobreviveu, com a ajuda financeira de uma bolsa no valor de 2500 dólares da Fundação John Simon Guggenheim, concedida em 1925 e novamente em 1926 .
Logo após seu retorno, Copland foi introduzido no círculo artístico de Alfred Stieglitz e conheceu muitos dos principais artistas da época. A convicção de Stieglitz de que os artistas estadunidenses deveriam refletir "os ideais da democracia dos Estados Unidos" influenciou Copland e toda uma geração de artistas visuais, como os fotógrafos Paul Strand, Edward Weston, Ansel Adams,    Walker Evans e a pintora Georgia O'Keeffe.
Na busca para ocupar o desafio de Stieglitz, Copland teve poucos artistas americanos consagrados para se inspirar, além de Carl Ruggles e Charles Ives, embora os anos 1920 tenham sido os anos dourados da música popular e do jazz, nos Estados Unidos. Mais tarde, porém, ele se juntou aos contemporâneos mais jovens, e formou um grupo chamado "commando unit", com Roger Sessions, Roy Harris, Virgil Thomson e Walter Piston. O grupo deu vários concertos.
Problemas com a Symphonic Ode (1929) e a Short Symphony (1933) fizeram Copland repensar o paradigma de composição orquestral destinada a um grupo seleto, considerando-o sobretudo contraditório com a época da Grande Depressão. Em muitas características esta mudança refletia a ideia alemã de Gebrauchsmusik (música para usar), em que os compositores procuravam fazer música com propósitos simultaneamente utilitários e artísticos. Essa  abordagem abrange duas tendências: a primeira, a de uma música que estudantes pudessem facilmente aprender, e a segunda, de uma música de maior apelo, tal como a música incidental para peças de teatro, cinema, rádio, etc). Copland assumiu ambas as metas, a partir da metade da década de 1930.
Talvez também sensibilizado pela situação das crianças durante a Grande Depressão, por volta de 1935, Copland começou a compor peças musicais para o público jovem. Esses trabalhos incluíram peças para piano e uma ópera.
Durante os anos da Depressão, Copland viajou extensivamente para Europa, África e México. Fez grande amizade com o compositor mexicano Carlos Chávez e, durante sua primeira visita ao México, começou a compor seu primeiro trabalho assinado, El Salón México, que completaria quatro anos mais tarde, em 1936. Nesse período, Copland compôs, para rádio, Prairie Journal, uma de suas primeiras peças a serem transmitidas. Ele também desempenhou um papel importante, dando assessoria musical e inspiração a "The Group Theatre-Stella".
Em 1939, Copland completou seus primeiros dois filmes: "Of Mine and Men" e "Our Town". Mesmo após a obtenção de uma boa renda com o lucro dos filmes, ele continuou a  ensinar, dar palestras e a escrever  sobre regência. No mesmo ano ele compôs a pontuação para rádio "John Henry", baseada em balada.
Na década de 1930, Copland começou a compor música para ballet. Depois do grande sucesso "Billy the Kid" (1939), ele compôs seu segundo ballet: "Hear Ye! Hear Ye!". As músicas para ballet consagraram Copland como um autêntico compositor estadunidense, da mesma forma que consagraram Stravinsky como um compositor russo.
Copland começou a publicar algumas das suas conferências na década de 1930, sendo "O que houve na música" um dos seus mais notáveis escritos. Ele também teve um papel de liderança na Aliança dos Compositores dos Estados Unidos. Com a recolha de seus honorários e com sua grande fama de 1940, Copland acumulou uma fortuna de vários milhões de dólares.
A década de 1940 foi, sem dúvida, a mais produtiva de Copland e lhe rendeu fama mundial. Seus dois sucessos foram os balés Rodeo (1942) e Appalachian Spring (1944). Suas peças "Lincoln Portrait" e "Fanfare for the Common Man" se tornaram standards patrióticos. Esta última foi readaptada em um cover da banda inglesa de Rock progressivo Emerson, Lake & Palmer. Igualmente importante foi a sua Sinfonia n.º 3 , composta entre 1944 e 1946, a mais famosa sinfonia dos Estados Unidos do século XX.
Em 1945, Copland contribuiu para a "Jubilee Variation", um trabalho encomendado pela Orquestra Sinfônica de Cincinnati para dez compositores dos Estados Unidos; entretanto esta peça é raramente ouvida no Concert Hall. A peça In the Beginning (1947) de Copland é uma obra para coral dos sete primeiros versículos do segundo capítulo de Gênesis. O seu Concerto para clarinete(1948) marcou o solo para cordas, harpa e piano. Com a influência do jazz, Copland escreveu duas peças curtas, e combinando outros trabalhos curtos ele criou "Four Piano Blues", uma composição introspetiva. Copland concluía a década de 1940 com músicas para dois filmes, um para um filme de William Wyler em 1949 e o outro para um filme de John Steinbeck.
Em 1949 Aaron Copland regressou à Europa para encontrar Pierre Boulez, e reuniu-se também com Arnold Schoenberg, Anton Webern e Alban Berg e teve maior simpatia para com eles do que com os franceses.

### 1950 - 1960
Em 1950, Copland recebeu uma bolsa para estudar em Roma, Itália, o que ele fez no ano seguinte. Durante este período, ele também terminou seu Quarteto para Piano, adotando o método de Schoenberg, e também "Old American Songs". Devido ao clima político da época, "A Lincoln Portrait" foi retirado do concerto inaugural, em 1953 para o presidente Eisenhower. Nesse mesmo ano, Copland foi chamado ao Congresso, onde ele testemunhou que nunca foi um comunista. Apesar das dificuldades que as suspeitas de simpatias com o comunismo trouxeram, ele continuou viajando extensivamente durante a década de 1950 e o início da década de 1960, observando os estilos da Europa.

### Vida Pessoal
Com sua moral conservadora por natureza, Copland foi um homem calmo, afável, modesto e levemente educado, que sempre escondeu seus sentimentos. Apesar de ser tímido, sempre preferiu estar em uma multidão do que só. Ele era cuidadoso na montagem e armazenamento dos seus documentos e partituras, bem como, de modo que ele pudesse encontrar mais tarde e reutilizar anteriores ideias e temas.
Decidiu não seguir o exemplo de seu pai, um sólido democrata. Copland nunca foi membro de nenhum partido político, mas defendia uma visão progressista e tinha amizades com membros da Frente Popular.
Copland é documentado como um homem homossexual na biografia de Howard Pollack. Como muitos contemporâneos, ele guardava sua vida privada, especialmente o que dizia respeito a sua homossexualidade. Entre os affairs de Copland, estão Victor Kraft, Alvin Ross, Paul Moor, Erik Johns e John Brodbin Kennedy.

## Ativismo político
Copland foi também um dos compositores mais ativos na cena pública norte-americana. Participou ativamente da League of Composers, escreveu vários textos para sua revista Modern Music. Em conjunto com Roger Sessions organizou entre 1928-31 os Copland-Sessions concerts, e em 1932-33 os Yaddo Festivals, sempre promovendo música moderna e compositores norte-americanos contemporâneos.
Entre 1939-45 assumiu a liderança da American Composers Alliance (ACA) e em 1939 foi fundador também do American Music Center (AMC) - ambas as instituições voltadas para a promoção da música norte-americana contemporânea, tanto de concerto como jazz.
Foi importante personagem das ações públicas no período do New Deal, aproximou-se do comunismo e foi perseguido no período do macartismo.

## Livro
Copland é autor do livro What to listen for in Music publicado pela The McGraw-Hill Book Company, Inc. em 1939. Foi traduzido para o português  e publicado pela Editora Artenova S.A. em 1974, mais recentemente, em 2013, a Editora É Realizações voltou a publicá-lo, em ambas as edições a obra foi intitulada de Como ouvir e entender música e teve como tradutor Luiz Paulo Horta. O artigo: "Como você ouve música?", contém trecho do livro do qual expõe o objetivo da obra.

## Estudantes Notáveis
- Samuel Adler
- Elmer Bernstein
- Paul Bowles
- Mario Davidovsky
- Jacob Druckman
- Halim El-Dabh
- Antonio Estévez
- Alberto Ginastera
- Elliot Goldenthal
- Anthony Iannaccone
- Thomas Jenrette
- Karl Korte
- Yehoshua Lakner
- Alvin Lucier
- José Pablo Moncayo
- Knut Nystedt
- Ben-Zion Orgad
- Juan Orrego Salas
- Einojuhani Rautavaara
- Charles Strouse
- Michael Tilson Thomas
- Lester Trimble
- John Verrall
- Robert Ward
- Richard Wernick
- Raymond Wilding-White

## Trabalhos selecionados
- Scherzo Humoristique: The Cat and the Mouse (1920)
- Four Motets (1922)
- Passacaglia (piano solo) (1922)
- Symphony for Organ and Orchestra (1924)
- Music for the Theater (1925)
- Dance Symphony (1925)
- Concerto for Piano and Orchestra (1926)
- Symphonic Ode (1927-1929)
- Piano Variations (1930)
- Grohg (1925/32) (ballet)
- Short Symphony (Symphony No. 2) (1931-33)
- Statements for orchestra (1932-35)
- The Second Hurricane, play-opera for high school performance (1936)
- El Salón México (1936)
- Billy the Kid (1938) (ballet)
- Quiet City (1940)
- Our Town (1940)
- Piano Sonata (1939-41)
- An Outdoor Overture (1941), escrito para orquestras do ensino secundário
- Fanfare for the Common Man (1942)
- Lincoln Portrait (1942)
- Rodeo (1942) (ballet)
- Danzon Cubano (1942)
- Music for the Movies (1942)
- Sonata for violin and piano (1943)
- Appalachian Spring (1944) (ballet)
- Third Symphony (1944-1946)
- In the Beginning (1947)
- The Red Pony (1948)
- Clarinet Concerto  (1947-1948)
- Twelve Poems of Emily Dickinson (1950)
- Piano Quartet (1950)
- Old American Songs (1952)
- The Tender Land (1954) (ópera)
- Canticle of Freedom (1955)
- Orchestral Variations (orquestração de Piano Variations) (1957)
- Piano Fantasy (1957)
- Dance Panels (1959; revisto 1962) (ballet)
- Connotations (1962)
- Down A Country Lane (1962)
- Music for a Great City (1964)
- Emblems, for wind band (1964)
- Inscape (1967)
- Duo for flute and piano (1971)
- Three Latin American Sketches (1972)